# Warehorne
Warehorne est un village et une paroisse civile situé dans le district d'Ashford dans le comté du Kent. En 2011, sa population était de 370 habitants.

## Traduction
- (en) Cet article est partiellement ou en totalité issu de l’article de Wikipédia en anglais intitulé « Warehorne » (voir la liste des auteurs).